# Paratruncala insularis
Paratruncala insularis är en insektsart som först beskrevs av Woodward 1953.  Paratruncala insularis ingår i släktet Paratruncala och familjen Rhyparochromidae. Inga underarter finns listade i Catalogue of Life.